# Bacanius rhodesicus
Bacanius rhodesicus är en skalbaggsart som beskrevs av Thérond 1964. Bacanius rhodesicus ingår i släktet Bacanius och familjen stumpbaggar. Inga underarter finns listade i Catalogue of Life.